# Sean Clifford
Sean Burke Clifford (Barrington, Illinois; 14 de julio de 1998) más conocido como Sean Clifford, es un jugador profesional estadounidense de fútbol americano, se desempeña en la posición de quarterback en Green Bay Packers, en la National Football League (NFL).

## Carrera
Hizo su debut profesional con el equipo Green Bay Packers, lleva jugando una temporada, comenzó en el 2023.